# Ballinagar
Ballinagar är en ort i republiken Irland.   Den ligger i grevskapet Uíbh Fhailí och provinsen Leinster, i den centrala delen av landet, 70 km väster om huvudstaden Dublin. Ballinagar ligger 75 meter över havet och antalet invånare är 420.
Terrängen runt Ballinagar är platt. Runt Ballinagar är det glesbefolkat, med 16 invånare per kvadratkilometer. Närmaste större samhälle är Tullamore, 10,3 km väster om Ballinagar. Trakten runt Ballinagar består i huvudsak av gräsmarker.